# Metapenaeus intermedius
Metapenaeus intermedius är en kräftdjursart som först beskrevs av Kamakiche Kishinouye 1900.  Metapenaeus intermedius ingår i släktet Metapenaeus och familjen Penaeidae. Inga underarter finns listade i Catalogue of Life.